# Kemkemia
Kemkemia je rod krokodyliforma, podle starších názorů možná teropodního dinosaura, žijícího na území dnešního Maroka (geologické vrstvy Kem Kem Beds - odtud rodové jméno) v období počínající svrchní křídy (geologický stupeň cenoman, asi před 100 až 94 miliony let).

## Popis
Typový druh K. auditorei byl popsán v roce 2009 na základě jediného kaudálního (ocasního) obratle pod označením MSNM V6408, objeveného roku 1999. Obratel měří přesně 60,48 mm na délku a 33,81 mm na výšku. Celková délka tohoto křídového plaza dosahovala asi 4 až 5 metrů a šlo o dospělého jedince (přesné rozměry však nejsou známé). Přesné zařazení taxonu na základě tak skrovného fosilního materiálu však není možné.

## Zařazení
Vědecký výzkum z roku 2012 naznačuje, že Kemkemia byl ve skutečnosti spíše rod krokodyliforma, nikoliv teropodního dinosaura.